# Soziales Entschädigungsrecht
Das soziale Entschädigungsrecht ist ein Teilgebiet des Sozialrechts, in dem für die Folgen eines Gesundheitsschadens die staatliche Gemeinschaft in Abgeltung eines besonderen Opfers oder aus anderen Gründen nach versorgungsrechtlichen Grundsätzen gegenüber dem Geschädigten und seinen Hinterbliebenen einsteht (§ 5 SGB I).

## Deutschland
Ausgehend vom Aufopferungsgedanken hat der Gesetzgeber im sozialen Entschädigungsrecht eine größere Anzahl von Entschädigungstatbeständen geschaffen, für die die Bundesrepublik Deutschland gegenüber dem Bürger mit einer steuerfinanzierten Versorgung aufkommt.
Im Wesentlichen geht dieses Rechtsgebiet auf die Kriegsopferversorgung zurück, die Leistungen derjenigen regelt, die durch Kriegseinwirkungen eine gesundheitliche Schädigung erlitten haben sowie der Hinterbliebenen, wenn der Beschädigte an den Folgen der Schädigung gestorben ist. Geregelt waren diese Ansprüche früher im Gesetz über die Versorgung der Opfer des Zweiten Krieges von 1950 (Bundesversorgungsgesetz). 
Im Dezember 2019 wurde das Vierzehnte Buch Sozialgesetzbuch (SGB XIV) erlassen und in das Sozialgesetzbuch eingeordnet. Die dabei geschaffenen Regelungen traten teilweise rückwirkend zum Juli 2018, im übrigen schrittweise bis 1. Januar 2024 in Kraft. Dabei wurde das Soziale Entschädigungsrecht umfassend überarbeitet, darunter eine Vielzahl an Verweisungen in anderen Gesetzen, dazu gehören: das Soldatenversorgungsgesetz (SVG), das Zivildienstgesetz (ZDG), das Infektionsschutzgesetz (IfSG), das Opferentschädigungsgesetz (OEG) für Opfer von Gewalttaten, das Häftlingshilfegesetz (HHG) sowie – für Opfer des SED-Unrechts in der früheren DDR – das Strafrechtliche Rehabilitierungsgesetz (StrRehaG) und das Verwaltungsrechtliche Rehabilitierungsgesetz (VerwRehaG).
Die Beschädigten erhalten wegen der gesundheitlichen und wirtschaftlichen Folgen der Schädigung staatliche Leistungen, die sich im Einzelnen aus dem SGB XIV und ggf. weiteren Spezialgesetzen ergeben.
Zuständige Träger sind die Versorgungsämter und Landesversorgungsämter als Landesbehörden (§§ 111 ff. SGB XIV). Allerdings können – wegen der sinkenden Zahl der Kriegsopfer und Kriegshinterbliebenen des Zweiten Weltkriegs – die Aufgaben inzwischen auch von anderen Behörden wahrgenommen werden; auch dies richtet sich wiederum nach Landesrecht.

## Schweiz
Soziale Entschädigungen können aufgrund ihrer – in der Schweiz vom Gesetzgeber gewählten – inhaltlichen und funktionalen Ausrichtung als mit den Sozialversicherungen verwandt bezeichnet werden. Die sozialen Entschädigungssysteme sind zum Teil bestehenden klassischen Sozialversicherungen beigeordnet bzw. ergänzen sie.
Es geht bei den nach dem Versorgungsprinzip konzipierten Leistungen grundsätzlich um die gezielte Schließung bestehender Lücken in der sozialen Sicherheit, die von den klassischen Sozialversicherungen nicht abgedeckt werden (können) und nicht mit der Sozialhilfe abgedeckt werden sollen: Diese sozialen Entschädigungssysteme ergänzen das Gesamtsystem sozialer Sicherung in Richtung auf die gesteigerte soziale Deckung nicht versicherbarer Risiken. Als hauptsächliche Risiken werden in der Regel solche betrachtet, die struktureller Art sind, d. h. nicht vom Individuum selber zu verantworten sind. Hieraus leitet sich auch die Abneigung ab, derartige Risiken, von denen zahlreiche Menschen betroffen sein können, mittels der Sozialhilfe abzufedern. Der Zugang zu den sozialen Entschädigungssystemen ist durchwegs leichter als jener zur Sozialhilfe, auch wenn bei ersteren durchaus noch Verbesserungen möglich und wünschbar sind.
Die Militärversicherung und die Ergänzungsleistungen zur AHV/IV sind in Bezug auf ihre spezielle Funktion bis heute die beiden umfassendsten sozialen Entschädigungssysteme der Schweiz. Mit letzteren ist die Altersarmut in der Schweiz praktisch vollumfänglich verschwunden.